# Фуентерроблес
Фуентерроблес (ісп. Fuenterrobles) — муніципалітет в Іспанії, у складі автономної спільноти Валенсія, у провінції Валенсія. Населення — 733 особи (2010).

## Географія
Муніципалітет розташований на відстані близько 220 км на південний схід від Мадрида, 85 км на захід від Валенсії.

## Демографія
Динаміка населення (INE ):

## Галерея зображень

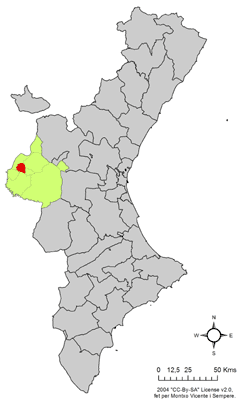
Розташування муніципалітету Фуентерроблес у автономній спільноті Валенсія
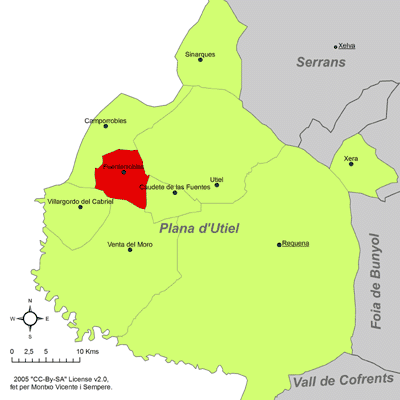
Розташування муніципалітету Фуентерроблес у комарці Рекена-Утьєль